# Światowy Dzień Wcześniaka
Światowy Dzień Wcześniaka – święto obchodzone 17 listopada każdego roku, by zwiększyć świadomość o przedwczesnych porodach i problemach przedwcześnie urodzonych dzieci oraz ich rodzin na całym świecie. Około 15 milionów dzieci na całym świecie rodzi się przedwcześnie każdego roku, co oznacza jedno na 10 dzieci, w Polsce liczba wcześniaków urodzonych każdego roku to około 26 tysięcy. Wizerunek skarpetek na sznurku oraz fioletowe oświetlenie zostały symbolem Światowego Dnia Wcześniaka, ponieważ kolor fioletowy jest identyfikowany z delikatnością i wyjątkowością.